# Tribeni

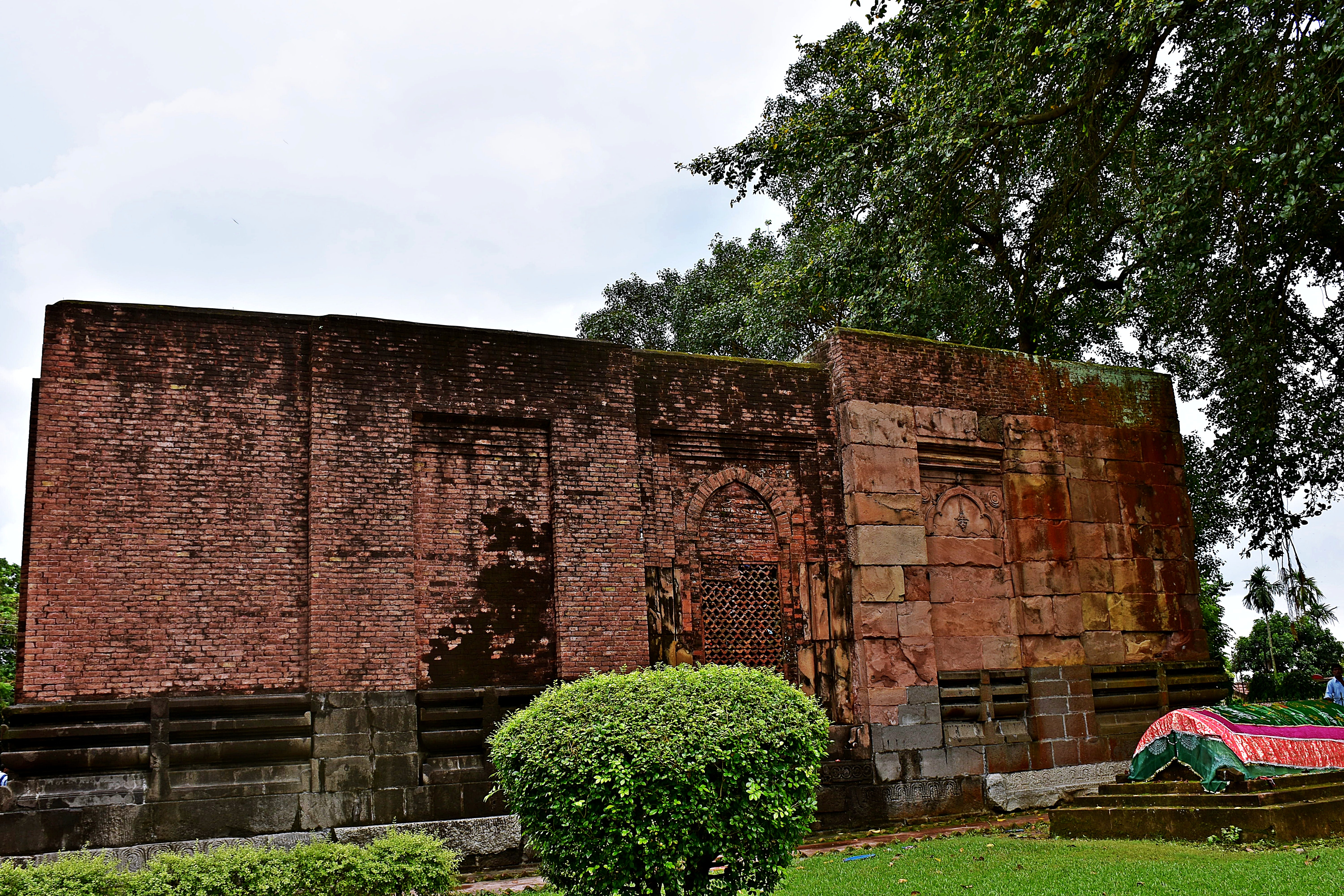
Mausoleum (dargah) und Kenotaph Zafar-Khan-Ghazis

Tribeni ist heute ein zur Bansberia Municipality gehörender Ort mit etwa 10.000 Einwohnern im Hugli-Distrikt im ostindischen Bundesstaat Westbengalen; er ist bedeutsam wegen einer Moscheeruine aus dem 13. Jahrhundert und der hier ansässigen Textilverarbeitung.

## Lage
Tribeni liegt auf dem Westufer des Hugli-Flusses unweit der bereits im Mittelalter für den Fernhandel genutzten Grand Trunk Road in einer Höhe von etwa 5 bis 7 m ca. 5 km (Fahrtstrecke) nördlich von Bansberia bzw. ca. 60 km nördlich von Kolkata. Die historisch bedeutsamen Städte Kalna und Guptipara befinden sich weitere 30 km nördlich.

## Bevölkerung
Hindus machen den überwiegenden Teil der Bevölkerung aus; Moslems bilden eine Minderheit von etwa 15 %.

## Geschichte
Im indischen Mittelalter war Tribeni eine florierende Siedlung und eine Hafenstadt von überregionaler Bedeutung. Im frühen 13. Jahrhundert wurde der Ort von muslimischen Heeren erobert; danach gehörte er zum Sultanat von Delhi, welches hier jedoch kaum reale Macht besaß, sondern durch weitgehend unabhängige Statthalter (subahdars) beherrscht wurde. Bereits vor der Übernahme Bengalens durch die Briten im 18. Jahrhundert gab es hier Handelsniederlassungen mehrerer europäischer Mächte (Portugiesen, Holländer, Franzosen und Dänen).

## Sehenswürdigkeiten
Mittelalterliche Tempel sind nicht erhalten; Reste davon finden sich am Grabbau von Zafar Khan, der in der Zeit um 1300 im Auftrag des Sultanats von Delhi Statthalter Bengalens war. Im Ort steht die Ruine einer quergelagerten Moschee (masjid) mit ehemals 10 Kuppeln, die inschriftlich ins Jahr 1298 datiert ist und somit die älteste in Teilen erhaltene Moschee ganz Bengalens wäre. In unmittelbarer Nachbarschaft befindet sich das nicht überdachte Mausoleum (dargah) von Zafar Khan Ghazi mit seinem davor gelegenen tuchbedeckten Kenotaph.